# Miguel Madero
Miguel Alejandro Madero Irigoyen (* 3. April 1896 in Buenos Aires; † nach 1924) war ein argentinischer Steuermann im Rudern.

## Biografie
Miguel Madero gehörte bei den Olympischen Sommerspielen 1924 in Paris zur argentinischen Bootsbesatzung in der Achter-Regatta. Der argentinische Achter schied als Zweiter im Hoffnungslauf vorzeitig aus.